# サンディエゴ・チキン

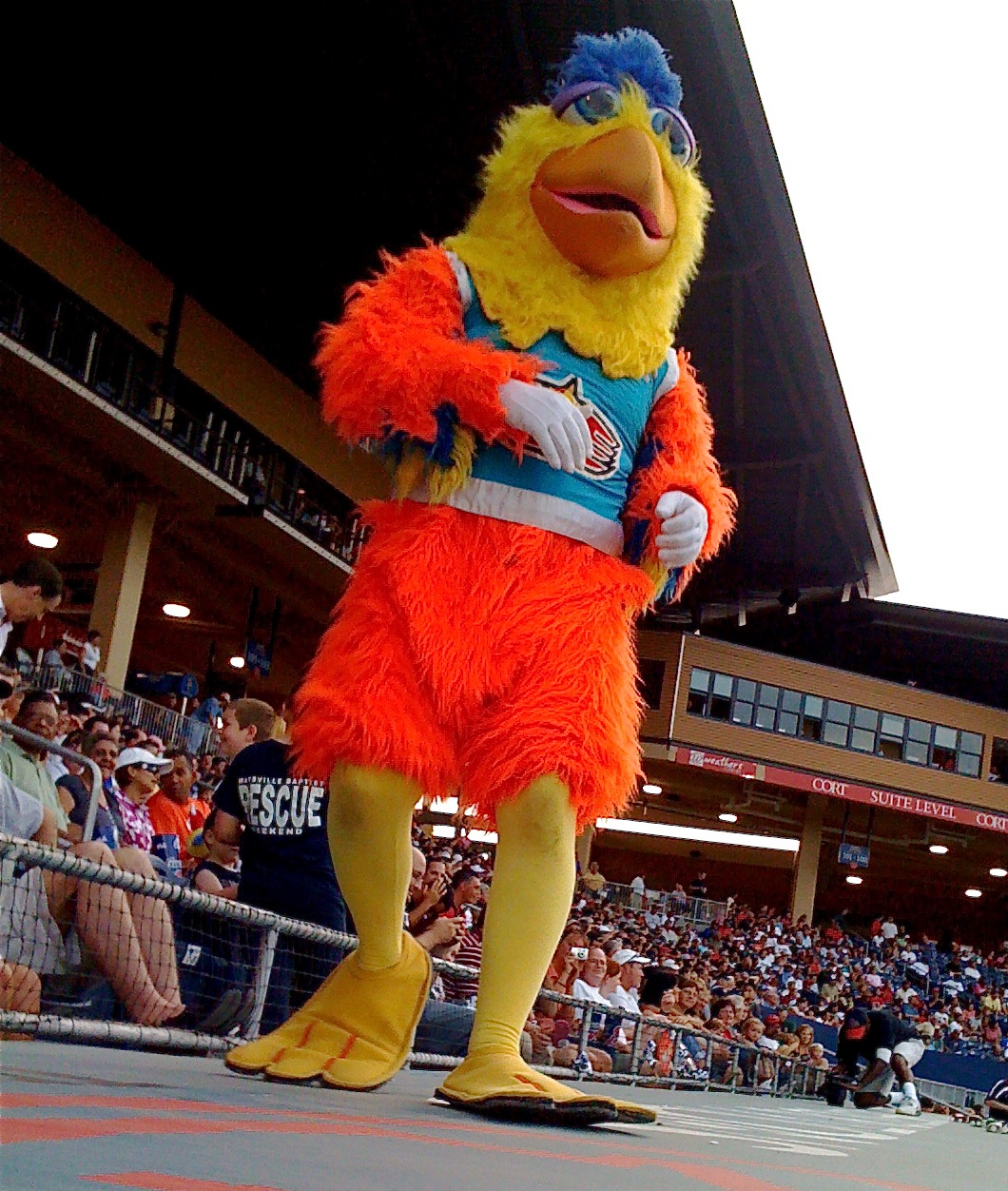
2009年

サンディエゴ・チキン（英：The San Diego Chicken）は、アメリカ・カリフォルニア州サンディエゴおよびその近郊のプロスポーツを中心に活躍するスポーツマスコット。別の呼び名は、ザ・フェイマス・チキン（The Famous Chicken）、KGBチキン（KGB Chicken）、あるいは単にザ・チキン（The Chicken）など。
1970年代半ばに登場し、現在プロスポーツでよく見られる、スポーツマスコットが選手や審判、観客と掛け合うなど、派手なパフォーマンスで場内を盛り上げるスタイルの先駆的な存在となった。

## 歴史
チキンのキャラクターは、1974年にサンディエゴの民放のロック系FM局KGBが、同局のテレビコマーシャル向けのものとして、当時アニメーション制作会社に勤務し俳優もしていたブライアン・ナレルに依頼して作られたものだという。KGBは当時サンディエゴ州立大学の学生で求職中だったテッド・ジアンノーラスを採用して、チキンの着ぐるみのパフォーマーをやらせることにした。チキンはサンディエゴ動物園で、子供たちにイースター・エッグのキャンディを配るというイベントに初めて登場したのだが、ジアンノーラスの人を食ったようなパフォーマンスが大きな人気を呼び、チキンをスポーツイベント等に登場させる依頼が来るようになった。その後サンディエゴ・チキンは、ジアンノーラスの「試合がタダで見られる」という希望にかなったこともあって、MLBのサンディエゴ・パドレスの試合にボランティアで登場するようになり、合わせて当時のサンディエゴで行われたロックコンサートにもちょくちょく登場するようになっていた。
1979年に会社との関係が悪くなり、KGBは一度ジアンノーラスに解雇を言い渡しチキンのパフォーマンスを禁じたが、代役が演じたサンディエゴ・チキンはパドレスのゲームを見に来た観客から大きなブーイングを浴びてしまう。結局同年6月の裁判所の評決により、ジアンノーラスが再びチキンのパフォーマンスを演じることが許された。判決の後の6月29日、当時のパドレスの本拠地クアルコム・スタジアムで、大がかりなサンディエゴ・チキンの『復活劇』が演じられる。映画2001年宇宙の旅さながらに「ツァラトゥストラかく語りき」が流れる中、白バイの先導でトラックに積まれた巨大な卵がスタジアムに運び込まれた。卵の中からサンディエゴ・チキンが飛び出すと、集まった47,000人もの観衆がスタンディング・オベーションでそれに応えた。
この頃サンディエゴ・チキンの成功にならい、メジャーリーグを始めアメリカ全土のプロスポーツチームに、マスコットが急速に普及していった。また元々ロック系ラジオ局のキャラクターだったチキンは、球場に現れる際もロックミュージックと共に登場するというスタイルだったのだが、チキンの登場以降メジャーリーグの各球場は、それまでオルガン演奏だけだった場内にロックミュージックのレコードを流し始めた。サンディエゴ・チキンの人気はスポーツイベントなどにとどまらなくなり、様々なメディアなどにも登場するようになった。チキンは1979年、ロッド・スチュワートのヒット曲「アイム・セクシー」のレコードのカバーに登場した。1982年から1985年にかけて放送された、NBCテレビの"The Baseball Bunch"という子ども向け教育番組では、元メジャーリーグ捕手ジョニー・ベンチと共に番組の進行役を務めている。また1980年代、マクドナルドの創始者レイ・クロックが当時サンディエゴ・パドレスのオーナーでもあったことから、マクドナルドのコマーシャルには頻繁にサンディエゴ・チキンが登場した。
1991年にジアンノーラスは、NBAのシカゴ・ブルズの試合でのチキンのパフォーマンスで、ブルズのチアリーダーから訴訟を起こされている。チアリーディングのパフォーマンスにチキンが乱入し、チアガールに抱きついて床を転げ回り怪我をさせたという。賠償請求額は30万ドルにもなった。1999年と2000年に、WWE（当時名称はWWF）のプロレス興行「レッスルマニア」にもサンディエゴ・チキンが姿を見せたが、この時着ぐるみの中に入っていたのは、元メジャーリーガーのピート・ローズだった。
サンディエゴ・チキンは2005年にマスコット栄誉の殿堂が創設された際、最初に殿堂入りの表彰を受けている。公式サイトの紹介文によれば、サンディエゴ・チキンはそれまでに8,500試合以上のプロスポーツのゲームに登場し、加えてパレードや展示会、メディアなどに合わせて17,000回以上もの出演をこなしてきたとされている。スポーティングニューズ紙が「20世紀のスポーツ界の最も影響力のある100人」を選定した際には、サンディエゴ・チキンがモハメド・アリ、ベーブ・ルース、ジェシー・オーエンスらと共に選ばれている。

## 特筆
サンディエゴ・チキンは、MLBの球団サンディエゴ・パドレスの公式マスコットと思われがちだが、正確には同球団の公式マスコットは、バットを持った修道士のキャラクター「スウィンギング・フライヤー」である。チキンは当初パドレスのゲームに520試合以上も連続で登場しているが、チキン自体の版権は球団ではなくラジオ局が持っているため、野球に限らずあらゆるイベントに登場することができる位置づけにある。